# Juan Antonio Escurra
Juan Antonio Escurra (ur. 6 maja 1859 w Caraguatay, zm. 24 sierpnia 1929 w Villa Hayes) – paragwajski pułkownik i polityk, po dokonaniu przez siebie przewrotu prezydent Paragwaju od 25 listopada 1902 do 19 grudnia 1904. Obalony przez rebelię liberałów.